# Hannibal (Missouri)
Hannibal ist eine City im US-Bundesstaat Missouri am Westufer des Mississippi. Sie gehört größtenteils zum Verwaltungsbezirk Marion County sowie zu einem kleinen Teil zum Ralls County. Das U.S. Census Bureau hat bei der Volkszählung 2020 eine Einwohnerzahl von 17.108 ermittelt.

## Geschichte
In Hannibal verbrachte der amerikanische Schriftsteller Mark Twain seine Kindheit und Jugend. Im Hannibal Journal, das seinem Bruder Orion Clemens gehörte, schrieb Twain seine ersten Zeitungsartikel. Im Journal erschien 1851 auch seine erste eigene Zeichnung, A Gallant Fireman („Ein freundlicher Feuerwehrmann“).
Die Stadt diente Twain auch als Vorlage für das fiktive St. Petersburg, Schauplatz seiner bekanntesten Romane über Tom Sawyer und Huckleberry Finn. Angelehnt an eine Episode in Tom Sawyer findet in Hannibal alljährlich ein Zaunstreichwettbewerb statt. In der Geschichte drückt sich der Titelheld clever um diese Arbeit, indem er sie den Dorfkindern als so begehrenswert schildert, dass sie ihn schließlich dafür belohnen, wenn er sie streichen lässt.
Die Stadt findet auch Erwähnung in dem Broadway-Musical Damn Yankees (1955).
Hannibal beheimatet die älteste Zeitung Missouris, The Hannibal Courier-Post, die seit 1837 erscheint, heute mit einer täglichen Auflage von 12.000 Exemplaren.

## Sehenswürdigkeiten
- Mark Twain Cave: Mark Twain ließ sich von dieser Höhle inspirieren, sie diente vermutlich als Grundlage für die Höhle in seinem Roman The Adventures of Tom Sawyer.
- Mark Twain Boyhood Home & Museum: Museumskomplex mit dem Haus, in dem Mark Twain aufgewachsen ist.

## Söhne und Töchter der Stadt
- James Carroll Beckwith (1852–1917), Maler
- Thomas Frank Marshall (1854–1921), Politiker, Vertreter von North Dakota im US-Repräsentantenhaus
- Robert E. Coontz (1864–1935), Admiral und von 1919 bis 1923 der zweite Chief of Naval Operations
- Jake Beckley (1867–1918), Baseballspieler und Mitglied der Baseball Hall of Fame
- Molly Brown (1867–1932), Frauenrechts-Aktivistin und Überlebende des Untergangs der Titanic
- William Easton (1875–1928), Tennisspieler
- George Poage (1880–1962), Leichtathlet
- Cliff Edwards (1895–1971), bekannt unter seinem Künstlernamen „Ukulele Ike“; Sänger, Vaudeville-Star, Filmschauspieler und Synchronsprecher
- William Lear (1902–1978), Erfinder und Unternehmer
- Jack B. Kubisch (1921–2007), Diplomat
- Cotton Fitzsimmons (1931–2004), Basketballtrainer
- Larry Thompson (* 1945), Jurist und Wirtschaftsmanager

## Bilder

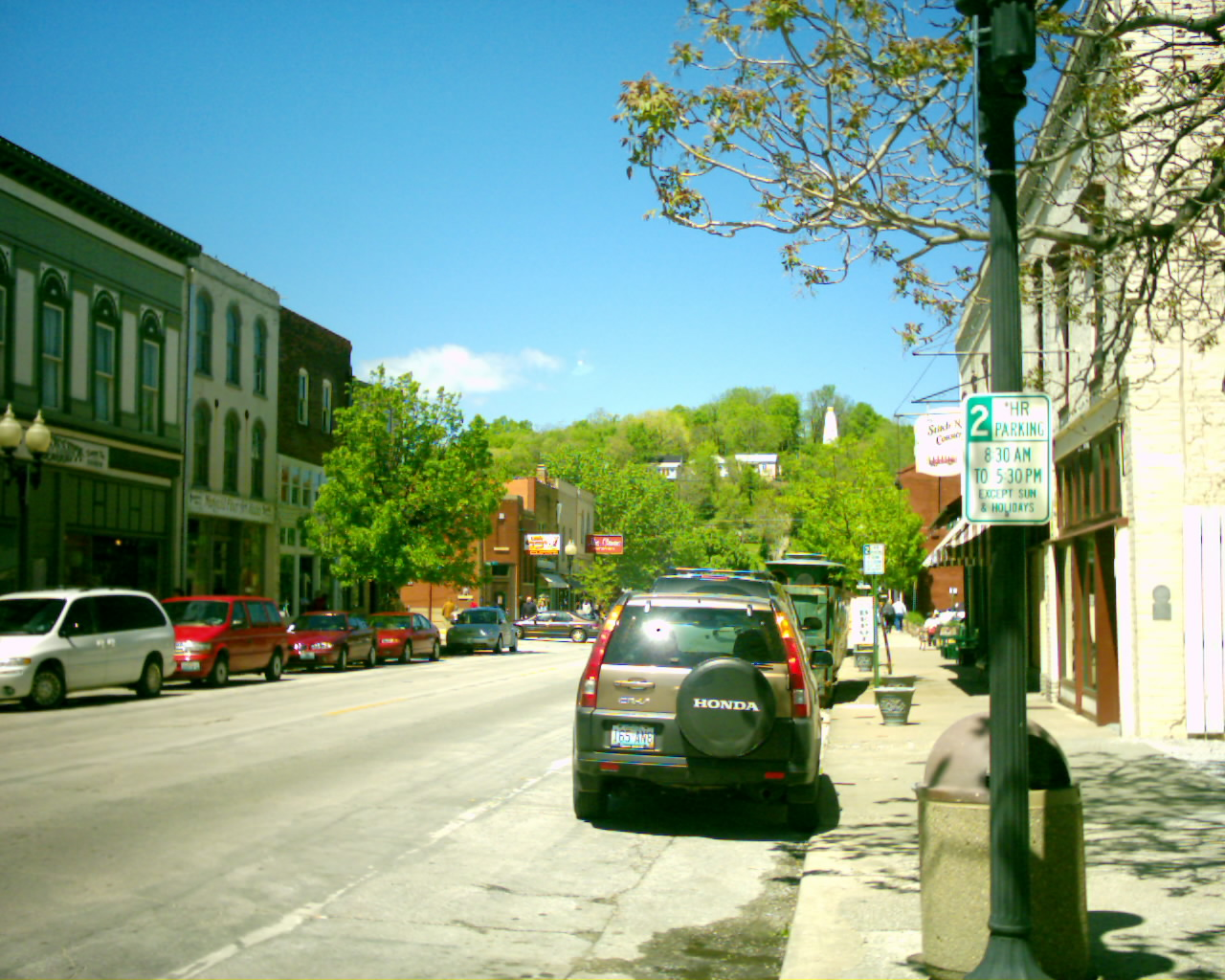
Hannibal
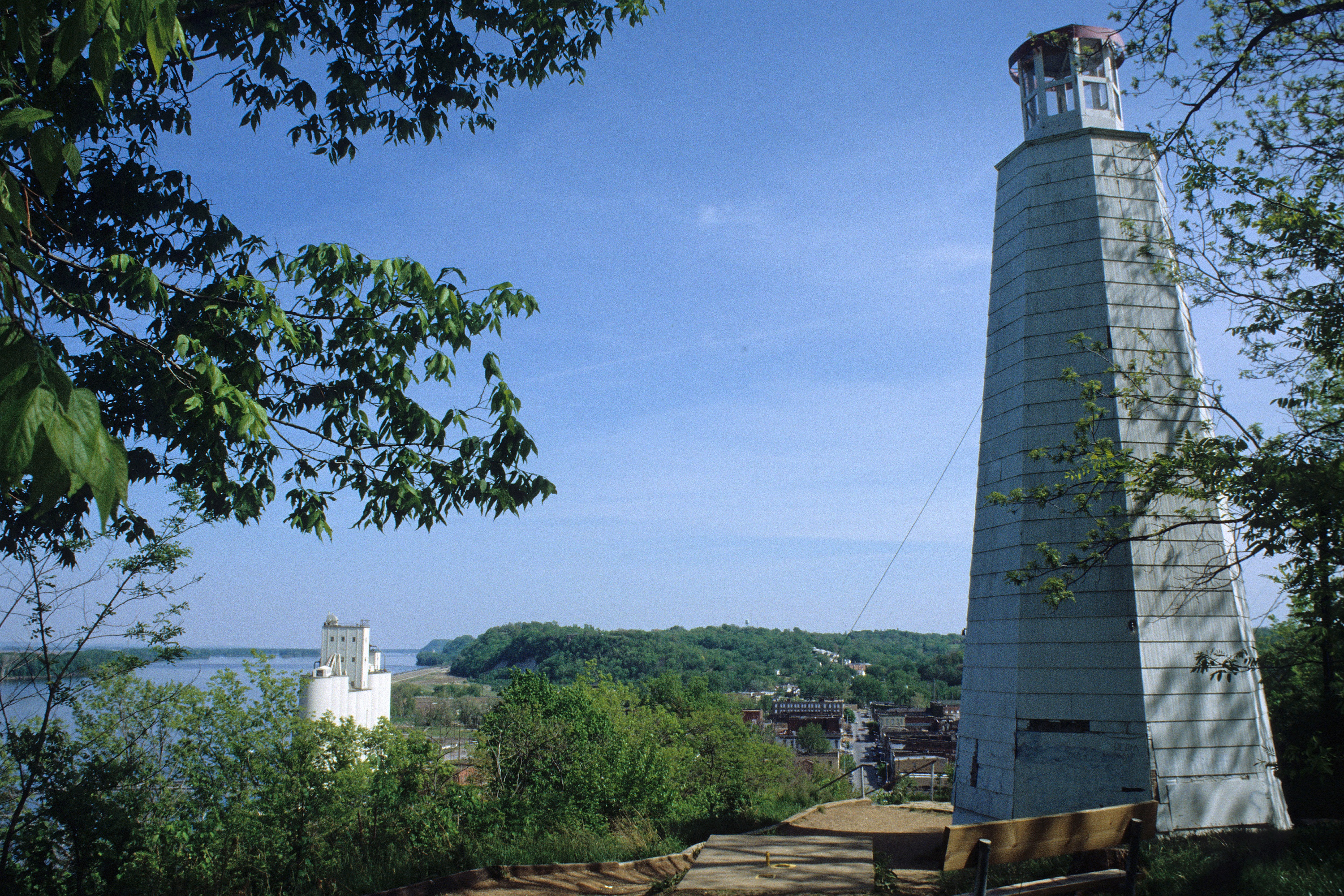
Mark Twain Memorial Lighthouse
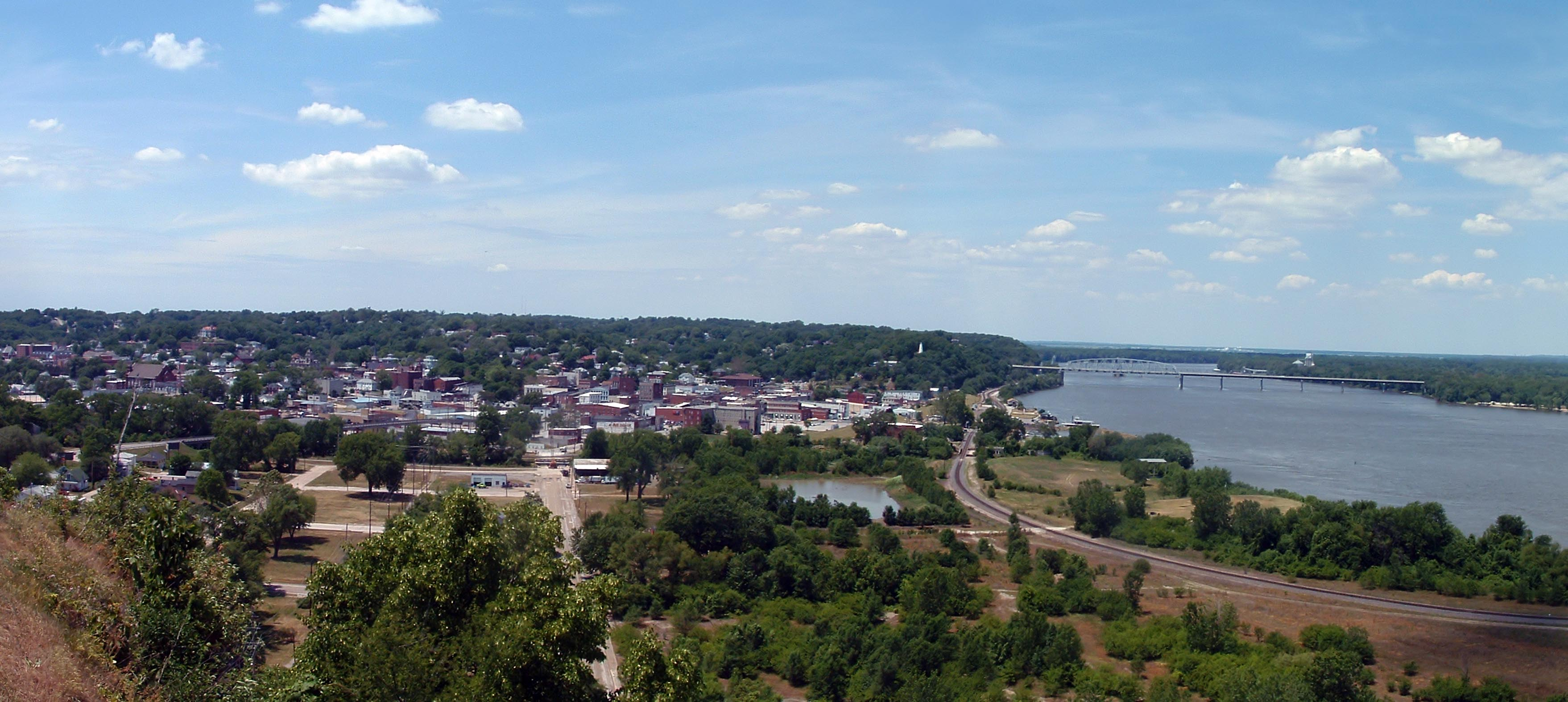
Blick von Lover’s Leap auf Hannibal und den Mississippi River
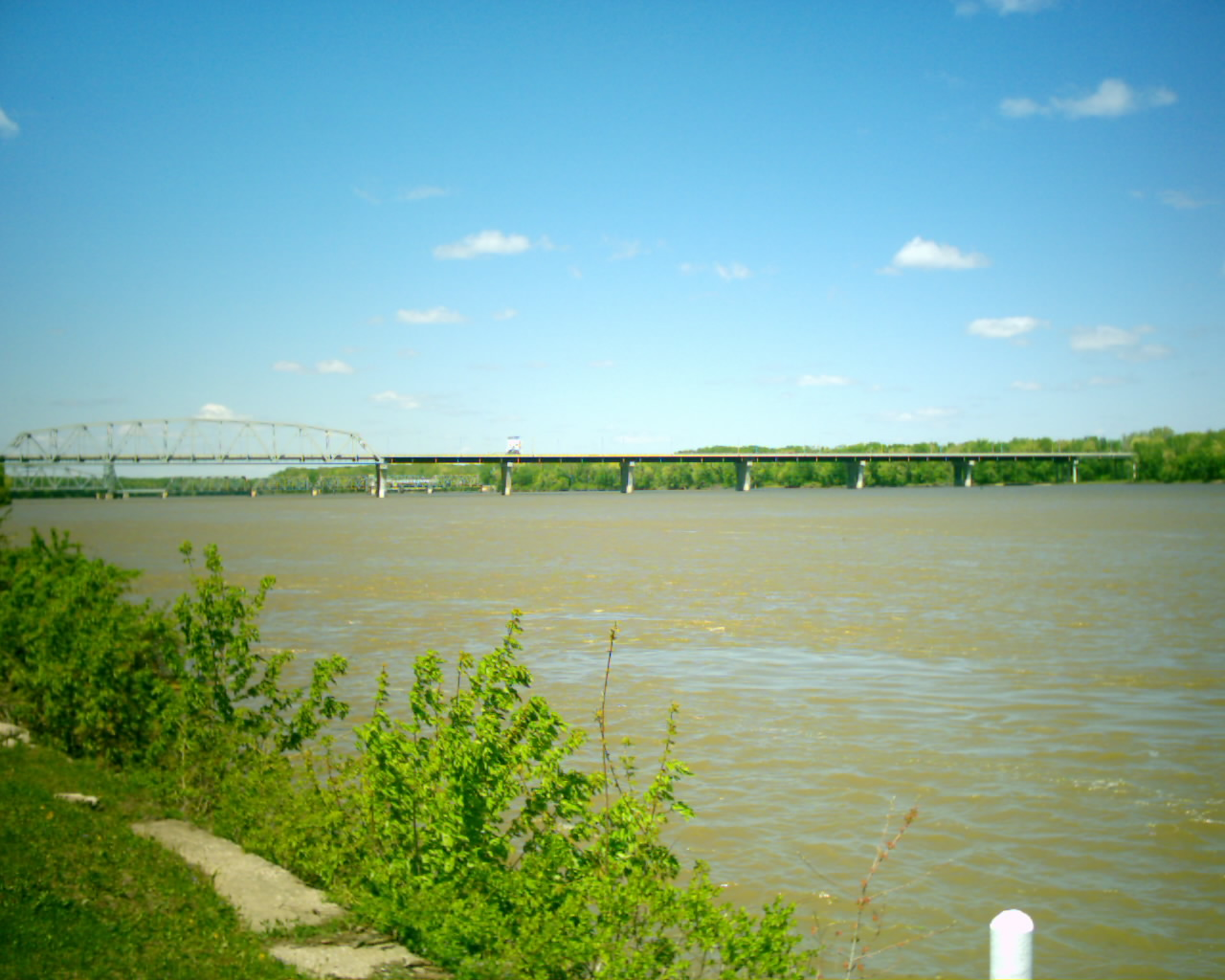
Mississippi River bei Hannibal
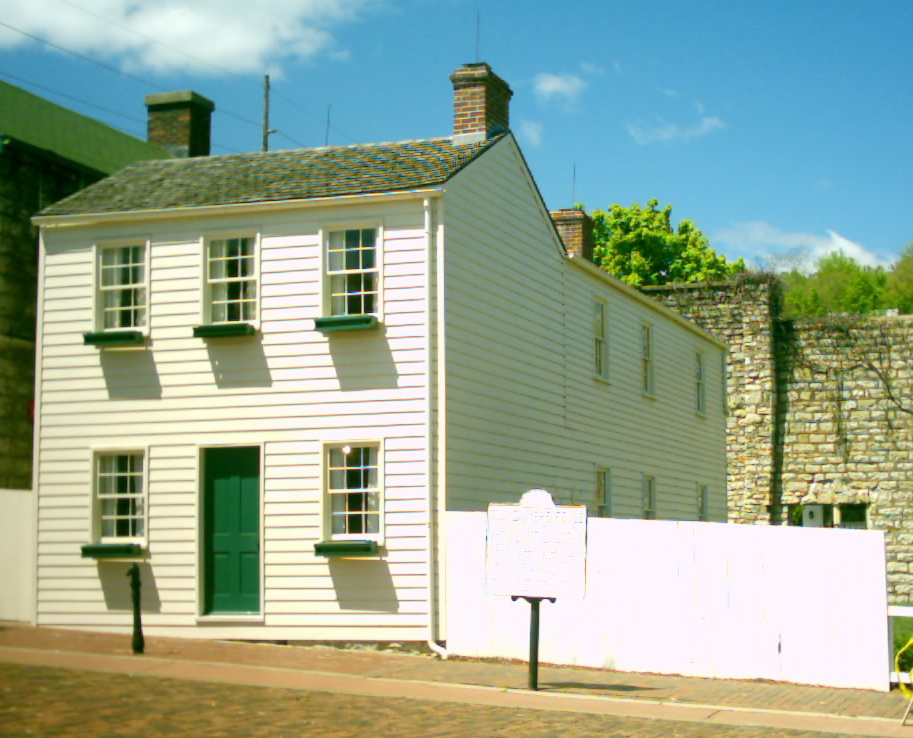
Mark Twains Wohnhaus während seiner Kindheit, öffentlich zugänglich